# Stanisław Mackiewicz
Stanisław „Cat“ Mackiewicz (18. prosince 1896 Petrohrad – 18. února 1966 Varšava) byl polský spisovatel, novinář a politik konzervativní a monarchistické orientace. V letech 1954–1955 byl předsedou polské exilové vlády. V exilu se však stal také agentem komunistické tajné policie a v roce 1956 se vrátil do komunistického Polska. Jeho bratr Józef Mackiewicz byl rovněž významným spisovatelem.

## Život
Jeho otec byl ředitelem a spolumajitelem petrohradské společnosti na dovoz vína. V roce 1907 se rodina přestěhovala do Vilniusu, kde Stanisław navštěvoval gymnázium cara Alexandra I. a od roku 1910 soukromé gymnázium N. A. Vinogradova. V roce 1913 přerušil studium na gymnáziu a odešel do Krakova, kde byl svobodným studentem Jagellonské univerzity. V květnu 1914 se vrátil do Vilniusu. Na tamní Univerzitě Stefana Batoryho získal magisterský titul. Od roku 1916 byl členem Polského svazu mládeže „Zet“ a v roce 1917 vstoupil do Polské vojenské organizace. Během polsko-sovětské války (1919–1920) se dobrovolně přihlásil do partyzánské jezdecké jednotky majora Władysława Dąbrowského (později 13. pluk vilniuských hulánů).
Po znovuzískání nezávislosti Polska se nesmířil s jeho republikánskou formou vlády a dlouho bojoval za zavedení královské moci. Odmítal rovněž demokratický systém. Byl také proti myšlence národního státu a tvrdil, že Polsko musí vybudovat mnohonárodnostní impérium.
V letech 1922–1939 byl redaktorem deníku Słowo ve Vilniusu (který tehdy ovládalo Polsko). List byl podporován zejména konzervativními šlechtici. Ve 20. letech se Mackiewicz prezentoval jako „velký obdivovatel“ Benita Mussoliniho. V březnu 1937 o sobě napsal: „Jsem filonacista, kvůli společnému cíli boje proti bolševismu.“ Inspiroval se také nacistickými rasistickými teoriemi o Židech. O tom, kdo je a kdo není Žid, napsal: „Jediným logickým a jasným kritériem je nacistické kritérium. Žid je ten, kdo je židovského původu.“
Mackiewicz nicméně podporoval i Józefa Piłsudského, což bylo mezi konzervativci výjimečné (Piłsudského šlo koneckonců považovat za socialistu). Po jeho květnovém převratu zorganizoval Mackiewicz 25. října 1926 na zámku v Ňasviži (dnes Bělorusko) setkání mezi Piłsudským a šlechtou. Toto setkání zpečetilo spojenectví mezi konzervativci a diktátorem. Sám Mackiewicz věřil, že převrat ochránil Polsko před vítězstvím levicových sil a doufal, že Piłsudski bude korunován velkoknížetem.
V letech 1928 až 1935 byl poslancem Sejmu za Nestranický blok spolupráce s vládou, což byla hlavní politická síla sanačního režimu. V roce 1931 cestoval po Sovětském svazu, což vyústilo v publicistickou knihu Myśl w pinzęgach (Myšlenka v kleštích), která kritizovala sovětskou realitu. Po smrti Józefa Piłsudského byl v určité opozici vůči poslední sanační vládě. Po vstupu německých vojsk do Prahy napsal, že neutrální a někdy až benevolentní politika ministra zahraničí Józefa Becka vůči Německu, je nebezpečná. Ihned po vydání článku byl zatčen a uvězněn v táboře pro odpůrce sanačního režimu ve městě Bereza Kartuska (dnes Bjaroza v Bělorusku). V koncentračním táboře byl mučen, nicméně již po 17 dnech propuštěn (patrně v souvislosti s podpisem polsko-britské spojenecké smlouvy). Podmínkou propuštění bylo, že se zřekne novinářské činnosti.
Po sovětské invazi do Polska v roce 1939, tváří v tvář Rudé armádě blížící se k Vilniusu, opustil zemi a přes Litvu a Estonsko odjel do Francie. Tam byl jmenován prezidentem Władysławem Raczkiewiczem členem exilové Národní rady. Členem Rady byl až do 3. září 1941, kdy byla rozpuštěna kvůli jejímu odporu vůči dohodě Sikorski-Majski. Mackiewicz pak byl zuřivým a vytrvalým oponentem politiky generála Władysława Sikorského a později Stanisława Mikołajczyka, kterou považoval za kapitulaci vůči Sovětům. Po porážce Francie se snažil přesvědčit prezidenta Raczkiewicze, aby podepsal s nacistickým Německem separátní mír.
V letech 1946–1950 vydával v Londýně emigrantský týdeník Lvov a Vilnius. Od 7. června 1954 do 21. června 1955 byl předsedou polské exilové vlády. V této funkci byl jedním z nejvýznamnějších podporovatelů prezidenta Augusta Zaleského, který odmítal respektovat pravidlo o maximálně sedmiletém prezidentském mandátu. Podle později odtajněných materiálů byl od srpna 1955 agentem jedné z tajných služeb komunistického Polska Výbor pro správu veřejné bezpečnosti (Komitet do spraw Bezpieczeństwa Publicznego). Patrně si ho polští špioni zavázali tím, že mu pomohli vydat v Londýně brožuru nazvanou Od Malého k Velkému Bergu. Svou roli sehrál možná i finanční zájem, od března do června 1956 obdržel od komunistických zpravodajských důstojníků 1085 liber a 300 dolarů. Ačkoli exil o jeho kolaboraci netušil, věc začala být jasná, když se Mackiewicz náhle 14. června 1956 vrátil do komunistického Polska.
Na letišti v Okęcie ho přivítali předseda Svazu polských spisovatelů Jerzy Putrament a Zygmunt Przetakiewicz, člen prezidia Asociace Pax, která sdružovala katolíky spolupracující s komunistickým režimem. Po návratu do Polska psal Mackiewicz do řady periodik (Słowo Powszechny, Przegląd Kulturowy, Kierunki). Přednášel po celé zemi a přednášel také ruskou literaturu na Fakultě polských studií Varšavské univerzity. V roce 1957 se stal členem Svazu polských spisovatelů a Asociace polských novinářů. Své knihy publikoval v nakladatelství Pax. V těchto knihách, stejně jako ve své publicistice, bezskrupulózně útočil na londýnský exil. Například zástupce ředitele polské sekce Rádia Svobodná Evropa Tadeusze Żenczykowského nazýval Goebbelsem. Pro komunistickou propagandu byla jeho činnost, legitimizovaná aureolou bývalého exilového premiéra, nesmírně cenná. Až těsně před smrtí se Mackiewicz režimu mírně vzepřel. V roce 1964 se stal signatářem Dopisu 34 intelektuálů protestujících proti cenzuře a kulturní politice úřadů Polské lidové republiky. Podpis odmítl odvolat, načež byl vyloučen z asociace novinářů. Připravovalo se i jeho stíhání, ale toho se již nedožil, zemřel roku 1966.